# Pemberton, Minnesota
Pemberton är en ort i Blue Earth County i delstaten Minnesota, USA.